# 京都府立福知山高等学校・附属中学校
京都府立福知山高等学校・附属中学校（きょうとふりつ ふくちやまこうとうがっこう・ふぞくちゅうがっこう）は、京都府福知山市土師に所在する府立高等学校・中学校。同市三和町千束橋ノ谷に三和分校を設置している。
併設型中高一貫校。通称は福高（ふっこう）および福中（ふくちゅう）。

## 設置学科
本校（全日制課程）
- 普通科 - 2年次より人文・社会科学コースと自然科学コースに分かれる。
- 文理科学科 - 「みらい学」の授業がある。

三和分校（昼間定時制課程）
- 農業科
- 家政科

附属中学校

## 概要
1900年に京都府立第三中學校として、一中（現洛北高校）・二中（現鳥羽高校）に次ぐ三校目の旧制中学校として開校。なお、旧三和町に昼間定時制課程の三和分校が所在している。福知山本校において大学受験を意識した教育を行っている一方で、三和分校においては、農業や家政についてなど、主に就職を意識した教育を行っている。また同分校では、土日だけでなく水曜も休日である。
同校正門にはかつて第4回卒業生によって植えられたキンモクセイがあった。樹齢100年を超える巨木であったが枯れてしまい、2018年に植え替えが行われた。このキンモクセイの木は、学校のシンボルとされている。
ブレザータイプの制服が増加する中、福知山市では唯一、男子制服として学ランを採用している。一方、女子制服は、紺のブレザーである。2026年度から新制服となり男子女子ともにベージュのブレザーになることが発表されている。
同校には中学校が開設されたが、他の中高一貫校のような先取りカリキュラムは一切行わないとしている。よって周辺の公立中学校と学習進度は変わらない。

## 教育理念
1. 「知・徳・体」の調和の取れた生徒の育成
2. 「個を活かし、公に生きる」生徒の育成
3. 「学力の向上」と「希望進路の実現」の達成

## 土曜日授業
土曜講座の名称で、月1回程度、60分授業を3時間実施。教員ごとに講座が組まれる。自由参加。

## 沿革
- 1900年7月 - 京都府立第三中学校創立、翌年4月開校。
- 1909年5月 - 京都府天田郡立高等女学校創立（現在の南陵中学校の場所）。のち京都府立福知山高等女学校と改称。
- 1918年4月 - 京都府立第三中学校が京都府立福知山中学校に改称。
- 1944年4月 - 福知山市立農学校創立。
- 1948年4月 - 学制改革により京都府立福知山高等学校に改称。
- 1948年9月 - 定時制課程を中心校（本校と同一場所）、夜久野分校（天田郡下夜久野村）、川口分校（天田郡上川口村）に設置。
- 1948年10月 - 高校三原則にはかり、旧京都府立福知山高等女学校、旧福知山市立農学校と統合。
- 1949年4月 - 定時制細見分校（1955年4月、三和分校に改称）を設置。
- 1963年4月 - 農業科（本校）募集停止。
- 1974年3月 - 定時制川口分校を夜久野分校に統合する形で閉校。
- 1983年3月 - 定時制夜久野分校閉校。
- 1984年3月 - 定時制夜間部（本校）閉校。（1980年4月募集停止）
- 1993年3月 - 商業科廃止。
- 2000年10月 - 創立100周年記念式典。
- 2007年4月 - 専門学科である進学専門学科の文理科学科を設置。
- 2014年9月 - 附属中学校創立、翌年4月開校。

## 学校行事
- 4月；入学式、新入生歓迎会、遠足
- 5月；両丹高等学校総合体育大会
- 6月；文理科学科研修旅行、普通科研修旅行
- 7月；球技大会、夏季講習
- 8月；夏季講習
- 9月；福高祭
- 10月；耐久レース、芸術鑑賞
- 11月；附属中研修旅行
- 12月；冬季講習
- 3月；卒業式

## 部活

### 高校運動部
- 陸上競技部
- ソフトテニス部
- バレーボール部
- バスケットボール部
- 卓球部
- バドミントン部
- ソフトボール部
- サッカー部
- 野球部
- ラグビーフットボール部

### 高校文化部
- 家庭科部
- 自然科学部
- 放送部
- 美術部
- 英語部
- 音楽部
- 吹奏楽部
- 書道部
- 囲碁・将棋部
- 茶道・華道部
- 新聞部
- 演劇部
- 写真部

### 附属中運動部
- 陸上競技部
- ソフトテニス部
- バレーボール部
- バスケットボール部
- 卓球部

### 附属中文化部
- 家庭科部
- 自然科学部
- 放送部
- 美術部
- 英語部
- 吹奏楽部
- 書道部

## 施設／設備
- 第1体育館、第2体育館
- 更衣室
- 学校図書館
- 視聴覚教室
- コンピュータ室
- テニスコート
- 岳南グラウンド
- トレーニングルーム
- 自習室
- 普通教室の冷暖房
- スクールカウンセラー
- 自動販売機

## 進路状況
※2017年度（平成29年度）の状況、下記は合格者で延べ人数である。
大学進学や短期大学進学、専修学校・各種学校進学、就職と多岐にわたるのが特徴である。
- 国公立大学99名（京都大学2名、大阪大学3名、神戸大学5名、千葉大学1名、京都教育大学4名など）
- 私立大学339名（早稲田大学4名、明治大学2名、関関同立59名など）
- 短期大学14名
- 専門学校28名
- 就職10名

## 著名な卒業生
普通科
- 大志万直人 - 物理学者、京都大学名誉教授
- 片岡曻 - 法学者、京都大学名誉教授
- 牧健二 - 法制史学者、京都帝国大学教授、龍谷大学教授
- 岡村俊邦 - 緑化工学者、北海道科学大学教授
- 浅野哲夫 - 工学者、北陸先端科学技術大学院大学学長
- 大橋一夫 - 福知山市長
- 西村吉正 - 大蔵省銀行局長(1994-96)、早稲田大学アジア太平洋研究科長
- 吉阪俊蔵 - 商工組合中央金庫理事長、商工省官僚
- 小橋建太 - プロレスラー
- 谷口大二 - TVディレクター
- 伴田良輔 - 作家
- 藤木九三 - 登山家、ロック・クライミング・クラブ創設者
- 久保田磨希 - 女優
- 渡辺仁治 - 陸水学者、元奈良女子大学教授・日本珪藻学会名誉会長
- 芦田美歩 - タレント、女子プロレスラー

商業科
- 中澤裕子 - タレント、元モーニング娘。